# 崎山蒼志
崎山 蒼志（さきやま そうし、2002年8月31日 - ）は、日本のシンガーソングライター。静岡県出身。左利き（箸は左手持ちだが、鉛筆やギターは右手持ち）。

## 略歴
4歳の時に母親と一緒に観たMVでthe GazettEに出会い衝撃を受けギターを弾き始め、小学6年生より作曲を始めた。
4歳から中学3年生までさくらギター教室に通っていた。
小学3年生の時の合宿で作曲の講座を受け、その日の夜にフルコーラスで曲を作り講師陣の度肝を抜いた伝説が残っている。
2015年から路上ライブやパフォーマンスイベントを中心に音楽活動を開始。
2018年、『バラエティ開拓バラエティ 日村がゆく』（AbemaTV）での企画「高校生フォークソングGP」で第3回グランプリを獲得。その後『日村がゆく』での映像がSNSで拡散、岸田繁、川谷絵音など著名なミュージシャンが賞賛のコメントを寄せた事を機に注目され、知られるようになる。
また崎山はさくらギター教室内で結成されたスリーピースバンド「KIDS A」にも所属しており、同バンドではギター・ボーカルを担当。
2019年3月放送のドラマ『平成物語 なんでもないけれど、かけがえのない瞬間』（フジテレビ）の主題歌「泡みたく輝いて」を書き下ろす。
2020年1月放送のドラマ『スイーツ食って何が悪い!』（TOKYO MX）にて主演と主題歌「塔と海」を担当。同年12月公開の池田エライザ原案・初監督映画映画『夏、至るころ』にて主題歌「ただいまと言えば」を書き下ろす。
2021年1月27日、アルバム『find fuse in youth』にてメジャー・デビュー。3月放送のドラマ『賭ケグルイ双（ツイン）』にて主題歌「逆行」を書き下ろす。3月、高校卒業。7月放送のアニメ『僕のヒーローアカデミア』の主題歌「嘘じゃない」を書き下ろす。9月8日にシングルを発売。10月15日公開の映画『かそけきサンカヨウ』にて「幽けき」を書き下ろす。10月放送のドラマ 東海テレビ・フジテレビ系テレビドラマ『顔だけ先生』の主題歌「風来」を水野良樹と共作曲で書き下ろす。
2022年2月2日、2ndアルバム『Face To Time Case』リリース。1月19日「Helix」、1月26日に「告白（崎山蒼志×石崎ひゅーい）」をそれぞれ先行リリースした。7月6日、デジタルシングル「I Don't Wanna Dance In This Squall」をリリース。11月9日、デジタルシングル「覚えていたのに」をリリース。
2023年、7月開始のテレビアニメ『呪術廻戦「懐玉・玉折」』エンディングテーマとして新曲「燈」を提供。同年7月19日にCDをリリースした。8月9日、3枚目となるフルアルバム『i 触れる SAD UFO』をリリース。
2025年1月、初のエッセイ集「ふと、新世界と繋（つな）がって」（新潮社）を刊行。

## ディスコグラフィ

### 配信シングル
インディーズ
| #   | リリース日     | タイトル                     | 備考 |
| --- | -------------- | ---------------------------- | --- |
| 1st | 2018年7月18日  | 夏至/五月雨                  | レコチョク週間19位 mora週間8位 2019年9月6日TOKYO MX『グッバイ筋肉!』エンディングテーマ 『バラエティ開拓バラエティ 日村がゆく』（AbemaTV）2018年8月 エンディングテーマ |
| 2nd | 2018年9月12日  | 神経                         | 崎山曰く、「又吉直樹さんの『火花』をイメージして制作した」 |
| 3rd | 2018年11月14日 | 旅の中で                     | 出光興産「NEXT IDEMITSU! 父の仕事篇」CM曲 |
| 4th | 2019年3月15日  | 泡みたく輝いて/烈走          | 泡みたく輝いて：『平成物語 なんでもないけれど、かけがえのない瞬間』（フジテレビ）主題歌 烈走：明治「明治プロビオヨーグルトR-1」CM曲                                   |
| 5th | 2019年5月15日  | 柔らかな心地                 | サントリー 天然水 GREEN TEAプロモーション企画「徒然なるトリビュート」                                                                                                 |
| 6th | 2019年9月20日  | 潜水 (with 君島大空)         | 崎山蒼志 with 君島大空・アレンジ：君島大空・ドラム：石若駿 2019年9月20日TOKYO MX『おやすみ、また向こう岸で』主題歌                                                    |
| 7th | 2019年10月4日  | むげん・ (with 諭吉佳作/men) | 崎山蒼志 with 諭吉佳作/men |
| 8th | 2019年10月25日 | 感丘 (with 長谷川白紙)       | 崎山蒼志 with 長谷川白紙 |
| 9th | 2019年11月25日 | そこには                     | 教員人材センターイメージソング |

メジャー
| #    | リリース日     | タイトル                           | 備考                                                                   |
| ---- | -------------- | ---------------------------------- | ---------------------------------------------------------------------- |
| 1st  | 2020年11月1日  | Samidare                           | メジャー・デビューアルバム「find fuse in youth」より先行配信           |
| 2nd  | 2020年12月1日  | Heaven                             | メジャー・デビューアルバム「find fuse in youth」より先行配信           |
| 3rd  | 2021年1月1日   | Undulation                         | メジャー・デビューアルバム「find fuse in youth」より先行配信           |
| 4th  | 2021年3月31日  | 逆行                               | 『賭ケグルイ双』主題歌                                                 |
| 5th  | 2021年9月29日  | 幽けき                             |                                                                        |
| 6th  | 2021年10月22日 | 風来                               | 東海テレビドラマ『顔だけ先生』主題歌                                   |
| 7th  | 2022年4月27日  | A Song                             |                                                                        |
| 8th  | 2022年7月6日   | I Don't Wanna Dance In This Squall |                                                                        |
| 9th  | 2022年11月9日  | 覚えていたのに                     |                                                                        |
|      | 2023年3月1日   | river relief                       | PAS TASTA & 崎山蒼志                                                   |
|      | 2023年3月22日  | 風来 - With ensemble               | With ensemble音源                                                      |
|      | 2023年3月22日  | 幽けき - With ensemble             | With ensemble音源                                                      |
|      | 2023年3月22日  | 覚えていたのに - With ensemble     | With ensemble音源                                                      |
|      | 2023年3月22日  | 嘘じゃない - With ensemble         | With ensemble音源                                                      |
| 10th | 2023年7月7日   | 燈                                 | テレビアニメ『「呪術廻戦」第2期「懐玉・玉折」』エンディングテーマ      |
|      | 2023年12月6日  | 燈 - From THE FIRST TAKE           | THE FIRST TAKE音源                                                     |
| 11th | 2023年12月22日 | しょうもない夜                     | キャリア初のクリスマスソング。                                         |
| 12th | 2024年5月17日  | 違和感の向こうで                   | 詩羽（水曜日のカンパネラ）が朗読で参加。ミュージック・ビデオにも出演。 |

### シングル
インディーズ
| #   | リリース日    | タイトル         | 品番       | 順位 | 備考                                                                                     |
| --- | ------------- | ---------------- | ---------- | ---- | ---------------------------------------------------------------------------------------- |
| 1st | 2018年12月5日 | 夏至/五月雨/神経 | SLRL-10034 | TBA  | 2018年9月時点で配信されている3曲をまとめたシングル。記載の期日は全国流通が開始された日。 |

メジャー
| #   | リリース日    | タイトル   | 品番                                                                           | 収録曲 | 順位 | 備考 |
| --- | ------------- | ---------- | ------------------------------------------------------------------------------ | --- | ---- | --- |
| 1st | 2021年2月24日 | Undulation | SRCL-11676/7（期間生産限定盤） SRCL-11675（通常盤）                            | 1. Undulation 2. うねり 3. 夏至/五月雨 4. Undulation(弾き語りver.) | 94位 | アニメ「2.43 清陰高校男子バレー部」EDテーマ 通常盤CDには夏至 - From THE FIRST TAKE、期間生産限定盤には五月雨 - From THE FIRST TAKEがそれぞれ収録されている。 |
| 2nd | 2021年9月8日  | 嘘じゃない | SRCL-11867/8（初回限定盤） SRCL-11870/1（期間生産限定盤） SRCL-11869（通常盤） | 1. 嘘じゃない 2. 24 3. ろうそく 4. find fuse in youth（Live from 2021.03.21「崎山蒼志 TOUR 2021『find fuse in you(th)』at LIQUIDROOM」） 5. 嘘じゃない -instrumental- | 18位 | アニメ「僕のヒーローアカデミア」5期第2クール目EDテーマ |
| 3rd | 2023年7月19日 | 燈         | SRCL-12557/8 SRCL-12556（通常盤）                                              | 1. 燈 2. My Beautiful Life 3. 係留 4. 燈 -Instrumental- | 10位 | テレビアニメ『「呪術廻戦」第2期「懐玉・玉折」』エンディングテーマ                                                                                            |

### アルバム
インディーズ
| #   | リリース日     | タイトル     | 品番         | 順位       | 備考 |
| --- | -------------- | ------------ | ------------ | ---------- | --- |
| 1st | 2018年12月5日  | いつかみた国 | SLRL-10036/7 | 初登場42位 | CD+DVD。全7曲収録。DVDには崎山本人のドキュメント映像と「五月雨」「夏至」のリリックビデオ、そして「五月雨」のライブ映像をまとめたものが収録、2021年6月12日にはアナログLP盤が発売化となっている。第11回CDショップ大賞2019 東海ブロック賞 受賞。 |
| 2nd | 2019年10月30日 | 並む踊り     | SLRL-10046/7 | 初登場60位 | CD+DVD。全9曲収録。DVDにはホールワンマンライブ「崎山蒼志 LIVE 2019 とおとうみの国」のドキュメント、1stアルバムのリードトラック「国」のミュージック・ビデオが収録。                                                                            |

メジャー
| #   | リリース日    | タイトル           | 品番                                                | 順位       | 備考       |
| --- | ------------- | ------------------ | --------------------------------------------------- | ---------- | ---------- |
| 1st | 2021年1月27日 | find fuse in youth | SRCL-11653/4（初回生産限定盤） SRCL-11655（通常盤） | 初登場36位 | 全13曲収録 |
| 2nd | 2022年2月2日  | Face To Time Case  | SRCL-11997/8（初回生産限定盤） SRCL-11999（通常盤） | 初登場45位 | 全12曲収録 |
| 3rd | 2023年8月9日  | i 触れる SAD UFO   | SRCL-12585                                          | 初登場38位 | 全11曲収録 |

### 参加作品
| タイトル                                                  | 提供先                              | リリース日     | 収録                            |
| --------------------------------------------------------- | ----------------------------------- | -------------- | ------------------------------- |
| GUITAR SESSION(Cyborg〜ONE〜五月雨) - From THE FIRST TAKE | 押尾コータロー, DEPAPEPE & 崎山蒼志 | 2020年12月25日 | 配信シングル                    |
| 春の猿の歌 (feat.崎山蒼志,SMTK,小田朋美)                  | Dos Monos                           | 2021年9月3日   | アルバム『Dos Siki 2nd Season』 |
| 透明稼業 (feat. 最果タヒ, 崎山蒼志 & 長谷川白紙)          | HIROBA                              | 2023年2月15日  | アルバム『HIROBA』              |
| 抱きしめて                                                | 花譜×崎山蒼志                       | 2024年6月12日  | 配信シングル                    |

### 楽曲提供
| 区分       | タイトル             | 提供先                 | リリース日     | 収録                        |
| ---------- | -------------------- | ---------------------- | -------------- | --------------------------- |
| 作詞       | 楽園にて、わたし地獄 | 新しい学校のリーダーズ | 2019年3月6日   | 2ndアルバム『若気ガイタル』 |
| 作詞・作曲 | 抱きしめて           | 花譜                   | 2024年6月12日  | 配信シングル                |
| 作詞・作曲 | ほしくず             | 上白石萌歌             | 2024年11月27日 | アルバム『adieu 4』         |

## 使用機材
- OVATION Custom Shop Adamas

白とエメラルドグリーンのバーストの特注。本人は「優しく、深くにうねりを湛えているような音がします。」と語っている。
2021年頃からMV、YouTube Liveなどで頻繁に登場しており、「逆行」「嘘じゃない」「風来」など数々のミュージック・ビデオで使用されている他、イベントなどにも高確率で使用されている。
- OVATION C2078AXP Sapele Tobacco Burst

2018年12月頃神田商会から提供され、以後Custom Shop Adamasが制作されるまでメインで使用していた。
「Samidare」「Heaven」「Undulation」「潜水 (with 君島大空)」「柔らかな心地」などミュージック・ビデオやライブで確認できる。
- OVATION Celebrity Elite Limited Edition CE44

デビュー前から最も多くの場面で使用が確認できるセミアコースティックギター。多くのライブでメインギターとして使用されているほか、「国」のミュージック・ビデオでも使用されている。ボディカラーはReverse Blue Burst。
- OVATION 1863 Classic

崎山が書いているコラム『崎山蒼志の未知との遭遇』にて購入報告。ガットギターの魅力に取り付かれ、ライブ用途でOVATIONのエレガットを物色していたところ、オンライン販売サイトで発見したのちすぐに売却済みになってしまっていたが、御茶ノ水の楽器屋で見つけ試奏したのち購入。
- OVATION 1271 Viper Maple Fingerboard late70’s Sunburst

崎山が書いているコラム『崎山蒼志の未知との遭遇』にて「買いました」とタイトルが載せられている。
ピックアップが同社のPreacherやDeaconなどに搭載されているミニハムバッカータイプの物が搭載されており、「柔らかさの中に、どこかキャリっとしたトレブルが忍び込んでいるようなクリーン・トーンは心地良いです」とコメントしている。
購入当初からあまりメディアへの露出は無かったが、「覚えていたのに」ミュージック・ビデオで確認できる。
- 1973 Gibson SG Special

2021年頃からライブなどでエレクトリックギターを使用する場合に確認できるギター。サドルがモントルー製の物に交換されている。
- Hagström Viking

KIDS Aのライブほか弾き語りでの利用も確認できる。ES-335タイプのセミホロウボディーにP-90タイプのピックアップ＋6連ペグというビザール仕様。
- Danelectro U-1 '57 BK

2018年に最近のメインギターと発言。1ピックアップ。
- フェンダー・テレキャスター

KIDS Aのライブで使用。ボディカラーはキャンディアップルレッド
- YAMAHA A3M

2018年から使用。「クリープハイプのすべ展 ～歌詞貸して、可視化して～」MVで使用。

## 受賞歴
- 2015年 K-mix『神谷宥希枝の独立宣言』 ザ☆オーディションvol.7 バンド部門 ファイナリスト（KIDS' A）
- 2015年 未確認フェスティバル2015 3次審査進出（KIDS' A）[38]
- 2015年 イナズマロックフェス2015 イナズマゲート 2次予選進出（KIDS' A）
- 2015年 島村楽器ホットライン 中部エリアファイナル出場（KIDS' A）
- 2016年 音and音ミュージックバトルvol.3 最終審査 審査員特別賞（KIDS' A）
- 2016年 K-mix『神谷宥希枝の独立宣言』 ザ☆オーディションvol.8 ソロ部門 グランプリ
- 2016年 第1回YAMAHA MUSIC BASH U-15部門 グランプリ（KIDS A）[39]
- 2017年 SONY×テイチク×JOYSOUNDメジャーデビューキミウタオーディション ファイナリスト
- 2018年 AbemaTV『バラエティ開拓バラエティ 日村がゆく』 第3回高校生フォークソングGP グランプリ
- 2018年 AbemaTV『バラエティ開拓バラエティ 日村がゆく』高校生フォークソングGPグランドチャンピオン大会 グランプリ
- 2019年 第11回CDショップ大賞2019 東海ブロック賞

## ツアー・ライブ・イベント

### 単独公演

#### 崎山蒼志 LIVE 2019 とおとうみの国
| 出演日       | 会場名                                | 備考           |
| ------------ | ------------------------------------- | -------------- |
| 2019年5月6日 | 静岡・浜松市浜北文化センター 大ホール | 初のホール公演 |

崎山蒼志「嘘じゃない」Release One-Man Live

### ツアー
崎山蒼志 1st TOUR「国と群れ」
| 出演日        | 会場名                        | 備考    |
| ------------- | ----------------------------- | ------- |
| 2019年2月9日  | 静岡・浜松窓枠                |         |
| 2019年2月11日 | 東京・雷5656会館              | 2回公演 |
| 2019年2月16日 | 愛知・名古屋Live & Lounge Vio |         |
| 2019年2月17日 | 大阪・心斎橋Music Club JANUS  |         |

崎山蒼志 TOUR 2019「並む踊りたち」
| 出演日         | 会場名                  | 備考                                                 |
| -------------- | ----------------------- | ---------------------------------------------------- |
| 2019年10月28日 | 東京・渋谷CLUB QUATTRO  |                                                      |
| 2019年11月3日  | 香川・高松SPEAK LOW     |                                                      |
| 2019年11月4日  | 大阪・梅田TRAD          | ゲスト：諭吉佳作/men                                 |
| 2019年11月10日 | 東京・神田明神ホール    | ゲスト：長谷川白紙、シークレットゲスト：諭吉佳作/men |
| 2019年11月16日 | 福岡・福岡ROOMS         |                                                      |
| 2019年11月17日 | 広島・広島SECOND CRUTCH |                                                      |
| 2019年11月30日 | 愛知・名古屋JAMMIN’     |                                                      |
| 2019年12月15日 | 静岡・浜松窓枠          | ゲスト：君島大空                                     |
| 2019年12月21日 | 宮城・仙台HOOK          |                                                      |
| 2019年12月22日 | 北海道・札幌KRAPS HALL  |                                                      |

崎山蒼志 TOUR 2021「find fuse in you(th)」
| 出演日        | 会場名             | 備考   |
| ------------- | ------------------ | ------ |
| 2021年2月23日 | 名古屋CLUB QUATTRO | 二部制 |
| 2021年2月27日 | 大阪BIGCAT         | 二部制 |
| 2021年3月21日 | 恵比寿LIQUIDROOM   | 二部制 |

崎山蒼志 TOUR 2022 「Face To Time Case」
| 出演日        | 会場名          | 備考 |
| ------------- | --------------- | ---- |
| 2022年2月5日  | 大阪BIGCAT      |      |
| 2022年2月6日  | THE BOTTOM LINE |      |
| 2022年2月12日 | Spotify O-EAST  |      |

崎山蒼志「人間旅行 2022」
| 出演日        | 会場名             | 備考                  |
| ------------- | ------------------ | --------------------- |
| 2022年6月23日 | 名古屋CLUB QUATTRO | ゲスト：澤部渡        |
| 2022年7月1日  | 札幌PENNY LANE 24  | ゲスト：小林私        |
| 2022年7月15日 | NIIGATA LOTS       | ゲスト：スガシカオ    |
| 2022年7月17日 | 高松MONSTER        | ゲスト：SASUKE        |
| 2022年7月18日 | 味園ユニバース     | ゲスト：佐藤千亜妃    |
| 2022年7月24日 | 仙台Rensa          | ゲスト：MOROHA        |
| 2022年7月26日 | 渋谷CLUB QUATTRO   | ゲスト：Cody・Lee(李) |
| 2022年7月27日 | 渋谷CLUB QUATTRO   |                       |
| 2022年8月4日  | 渋谷CLUB QUATTRO   | ゲスト：Dos Monos     |
| 2022年8月5日  | 渋谷CLUB QUATTRO   | ゲスト：七尾旅人      |
| 2022年8月30日 | 福岡DRUM Be-1      | ゲスト：折坂悠太      |
| 2022年8月31日 | 広島LIVE VANQUISH  |                       |

### フェス・サーキットイベント
| 出演日         | イベント名                                                   | 会場                                                     |
| -------------- | ------------------------------------------------------------ | -------------------------------------------------------- |
| 2018年8月19日  | サマーソニック2018・大阪                                     | 大阪・舞洲スポーツアイランド                             |
| 2018年9月15日  | コヤブソニック2018                                           | 大阪・インテックス大阪                                   |
| 2018年9月16日  | New Acoustic Camp 2018、NAC UNPLUGGED TENT LIVE 2018         | 群馬・水上高原リゾート200                                |
| 2018年9月24日  | SHINKIBA JUNCTION 2018 ～SMAちゃん祭りジャン～               | 東京・新木場 STUDIO COAST                                |
| 2018年9月29日  | J-WAVE 30th ANNIVERSARY FESTIVAL INNOVATION WORLD FESTA 2018 | 東京・六本木ヒルズアリーナ                               |
| 2018年10月7日  | マグロック&フジソニック2018                                  | 静岡・SOUND SHOWER ark                                   |
| 2018年10月28日 | SINGER SONG WRITERS 2018                                     | 大阪・大阪城野外音楽堂                                   |
| 2018年12月29日 | Date fm RADIO GIGA                                           | 宮城・仙台 PIT                                           |
| 2019年2月2日   | BAYCAMP201902                                                | 神奈川・川崎 CLUB CITTA' + A'TTIC (2F BAR LOUNGE)        |
| 2019年3月17日  | HAPPY JACK 2019 ～H-FINAL EDITION～                          | 熊本・熊本 B.9                                           |
| 2019年3月23日  | SANUKI ROCK COLOSSEUM 2019 - MONSTER baSH × I♡RADIO 786      | 香川・高松 SUMUS Café                                    |
| 2019年3月24日  | IMAIKE GO NOW 2019                                           | 愛知・名古屋 CLUB UPSET                                  |
| 2019年4月20日  | FM NORTH WAVE & WESS PRESENTS IMPACT！XIV                    | 北海道・札幌                                             |
| 2019年4月28日  | ARABAKI ROCK FEST.19                                         | 宮城・みちのく公園北地区エコキャンプみちのく             |
| 2019年5月3日   | VIVA LA ROCK 2019                                            | 埼玉・さいたまスーパーアリーナ                           |
| 2019年5月11日  | 第8回パンダ音楽祭                                            | 東京・上野公園 野外ステージ                              |
| 2019年5月18日  | CROSSING CARNIVAL’19                                         | 東京・TSUTAYA O-EAST                                     |
| 2019年5月19日  | ACO CHiLL CAMP 2019                                          | 静岡・御殿場 富士山樹空の森                              |
| 2019年6月1日   | Lotus music & book cafe ’19                                  | 東京・上野恩賜公園 野外ステージ（水上音楽堂）            |
| 2019年6月2日   | SAKAE SP-RING 2019                                           | 愛知・名古屋 名古屋 CLUB QUATTRO                         |
| 2019年6月8日   | ヤングタイガー 2019 ～千日前虎の穴・猛虎躍動編～             | 大阪・千日前ユニバース                                   |
| 2019年6月15日  | YATSUI FESTIVAL! 2019                                        | 東京・TSUTAYA O-EAST                                     |
| 2019年7月28日  | FUJI ROCK FESTIVAL '19                                       | 新潟・苗場スキー場                                       |
| 2019年8月17日  | RISING SUN ROCK FESTIVAL 2019 in EZO                         | 北海道・石狩湾新港樽川ふ頭横野外特設ステージ             |
| 2019年8月24日  | MONSTER baSH 2019                                            | 香川・国営讃岐まんのう公園                               |
| 2019年8月２5日 | WILD BUNCH FEST. 2019                                        | 山口・山口きらら博記念公園                               |
| 2019年8月31日  | Slow LIVE’19 in 池上本門寺                                   | 東京・池上本門寺 野外特設ステージ                        |
| 2019年9月1日   | マチノブンカサイ 2019                                        | 岡山・旧内山下小学校                                     |
| 2019年9月8日   | OTODAMA'18-'19～音泉魂～                                     | 大阪・泉大津フェニックス                                 |
| 2019年9月14日  | BAYCAMP 2019                                                 | 神奈川・東扇島東公園 特設会場                            |
| 2019年10月5日  | Date fm MEGA★ROCKS 2019                                      | 宮城・Rensa                                              |
| 2020年1月12日  | HandMade In Japan Fes 冬(2020)                               | 東京・東京ビッグサイト西1・2ホール                       |
| 2020年2月8日   | 天体の音楽会Vol.3                                            | 東京・TSUTAYA O-EAST、TSUTAYA O-WEST、duo MUSIC EXCHANGE |
| 2020年3月21日  | 環七フィーバーズ Vol.2                                       | 配信                                                     |
| 2020年5月16日  | CROSSING CARNIVAL’20 -online edition-                        | 配信                                                     |

### その他ライブ・イベント
| 出演日         | イベント名                                                               | 会場                                                       |
| -------------- | ------------------------------------------------------------------------ | ---------------------------------------------------------- |
| 2018年8月5日   | SOLE CAFE presents『紫明会館音楽祭 2018』                                | 京都・紫明会館                                             |
| 2018年8月18日  | ぼくたち無限に休みがほしい                                               | 名古屋・KDハポン                                           |
| 2018年9月30日  | 堂島孝平 × SOLO TOUR 2018「またまた、ゆく」                              | 東京・日本橋 三井ホール                                    |
| 2018年11月4日  | 学習院大学 桜凛祭『Hay! Say! LAST NIGHT』                                | 東京・学習院大学 屋外特設ステージ                          |
| 2018年12月9日  | 崎山蒼志 1stアルバム『いつかみた国』発売記念 ミニライブ＋特典会          | 静岡・ららぽーと磐田 屋外イベントスペース                  |
| 2018年12月10日 | 崎山蒼志 1stアルバムリリース記念ライブ「初めての60分」                   | 東京・渋谷 CHELSEA HOTEL                                   |
| 2018年12月15日 | 崎山蒼志 1stアルバム「いつかみた国」発売記念 ミニライブ＋特典会          | 大阪・タワーレコード梅田NU茶屋町 店内イベントスペース      |
| 2018年12月15日 | 崎山蒼志 1stアルバム「いつかみた国」発売記念 ミニライブ＋特典会          | 愛知・松阪屋名古屋店 さくらパンダ広場 特設イベントスペース |
| 2018年12月16日 | sora tob sakana presents. ～月面の扉 vol.7～                             | 東京・新宿LOFT                                             |
| 2018年12月16日 | 崎山蒼志 1stアルバム「いつかみた国」発売記念 ミニライブ＋特典会          | 東京・タワーレコード新宿店 7Fイベントスペース              |
| 2018年12月23日 | 崎山蒼志 1stアルバム「いつかみた国」発売記念 ミニライブ＋特典会          | 静岡・タワーレコード静岡店 店内イベントスペース            |
| 2019年1月12日  | 崎山蒼志 1stアルバム「いつかみた国」発売記念 ミニライブ＋特典会          | 京都・イオンモールKYOTO Sakura館4F Kotoホール              |
| 2019年1月13日  | 崎山蒼志 1stアルバム「いつかみた国」発売記念 ミニライブ＋特典会          | 阪急西宮ガーデンズ 本館4F スカイガーデン 木の葉のステージ  |
| 2019年1月20日  | 崎山蒼志 1stアルバム「いつかみた国」発売記念 ミニライブ＋特典会          | 愛知・イオンモール木曽川 1Fノースコート                    |
| 2019年1月26日  | 崎山蒼志 1stアルバム「いつかみた国」発売記念 ミニライブ＋特典会          | 埼玉・イオンレイクタウン moriエリア 1F木の広場             |
| 2019年1月27日  | 崎山蒼志 1stアルバム「いつかみた国」発売記念 ミニライブ＋特典会          | 茨城・イオンモール土浦 1F花火ひろば                        |
| 2019年2月2日   | 小山健デザイン ヴィレッジヴァンガード限定Tシャツ発売記念インストアライブ | 東京・ヴィレッジヴァンガード下北沢 店内イベントスペース    |
| 2019年3月2日   | MOROHA 自主企画「破竹」第二十回                                          | 鹿児島・SR HALL                                            |
| 2019年3月3日   | MOROHA 自主企画「破竹」第二十回                                          | 福岡・ROOMS                                                |
| 2019年3月21日  | 曽我部恵一・崎山蒼志ツーマンライブ「共鳴」                               | 東京・青山 月見ル君想フ                                    |
| 2019年5月25日  | 尾崎世界観の日 特別編 2019                                               | 大阪・服部緑地野外音楽堂                                   |
| 2019年7月23日  | #1 Shooting                                                              | 東京・渋谷7th floor                                        |
| 2019年8月1日   | メッチャドスエダモンデ ～2019 SUMMER～                                   | 東京・渋谷 duo MUSIC EXCHANGE                              |
| 2019年8月7日   | Nagoya Club Quattro 30th Anniversary "New Direction 2019"                | 愛知・名古屋 NAGOYA CLUB QUATTRO                           |
| 2019年8月8日   | あいちトリエンナーレ「円頓寺デイリーライブ」                             | 愛知・名古屋 円頓寺駐車場                                  |
| 2019年8月25日  | WILD BUNCH FEST. 2019                                                    | 山口・山口きらら博記念公園                                 |
| 2019年9月28日  | TENDOUJI Presents『MAKE!TAG!NIGHT!!! vol.3』                             | 東京・恵比寿 LIQUIDROOM                                    |
| 2020年1月19日  | メッチャドスエダモンデ ～2020 新春～                                     | 大阪・梅田 Shangri-La                                      |
| 2020年2月1日   | 男女比一対四                                                             | 東京・高円寺HIGH                                           |
| 2020年2月6日   | Sony Music Labels 2020                                                   | 東京・Zepp DiverCity                                       |
| 2020年2月7日   | 人間旅行                                                                 | 東京・渋谷 WWW                                             |
| 2021年2月2日   | CHAI JAPAN TOUR 2020「Ready Cheeky Pretty CHAI」ゲスト出演               | 東京・渋谷 CLUB QUATTRO                                    |

### ローカルライブ
2014年
- 6月7日 HOTLINE2014第1回ショップオーディション（KIDS' A）（静岡県浜松市中央区 島村楽器 イオンモール浜松市野店）[80]

2015年
- 2月21日 LIVEBOX（KIDS' A）（静岡県浜松市浜名区 島村楽器 プレ葉ウォーク浜北店）
- 6月 イナズマロックフェス イナズマゲート2015 2次予選（KIDS' A）（愛知県名古屋市）
- 7月21日 未確認フェスティバル 2015 3次審査（KIDS' A）（愛知県名古屋市）
- 10月11日 やらまいかミュージックフェスティバルVol.9 U-18ステージ （KIDS' A）（静岡県浜松市中央区 ザザシティ浜松西館前）
- 10月11日 HOTLINE中部ファイナル（KIDS' A）（愛知県名古屋市 CLUB QUATTRO）

2016年
- 1月10日 萬yorozuライブ（静岡県浜松市中央区 Live Cafe なんでモール）
- 1月24日 音and音ミュージックバトルvol.3 最終ライブ審査（KIDS' A）（大阪府大阪市 hills パン工場）
- 2月7日 萬yorozuライブ（静岡県浜松市中央区 Live Cafe なんでモール）
- 3月6日 萬yorozuライブ（静岡県浜松市中央区 Live Cafe なんでモール）
- 3月27日 萬yorozuライブ（静岡県浜松市中央区 Live Cafe なんでモール）
- 4月3日 萬yorozuライブ（静岡県浜松市中央区 Live Cafe なんでモール）
- 4月10日 STAR SHIP（静岡県浜松市中央区 キタラ）
- 5月4日 あい川　春の音楽祭 （静岡県浜松市天竜区佐久間 あい川）
- 5月8日 萬yorozuライブ（静岡県浜松市中央区 Live Cafe なんでモール）
- 5月29日 萬yorozuライブ（静岡県浜松市中央区 Live Cafe なんでモール）
- 6月25日 eyedentity Vol.6 1周年×静岡UMBER5周年前夜祭（KIDS A）（静岡県静岡市葵区 UMBER）
- 7月3日 萬yorozuライブ（静岡県浜松市中央区 Live Cafe なんでモール)
- 7月9日 第3回風紋ミュージックマーケット（静岡県浜松市中央区 遠州灘海浜公園）
- 7月15日 つきかげ-東雲-（静岡県静岡市葵区 UMBER）
- 7月22日 ナカムラタツキ企画「遊びの国～革命記念日～」（静岡県静岡市葵区 Live House UHU）
- 7月31日 彩～IRODORI～ vol.l5（静岡県磐田市福田町 DOLCE倉庫）
- 8月6日 中沢町納涼祭（KIDS' A）（静岡県浜松市中央区 信貴山）
- 8月11日 崎山蒼志 ＆ Rioアコースティックロビーライブ（静岡県浜松市中央区 クリエート浜松）
- 8月13日 萬yorozuライブ（静岡県浜松市中央区 Live Cafe なんでモール）
- 8月16日 崎山蒼志ギター弾き語り（静岡県浜松市中央区 浜松エクステリアプロ浜松東店）
- 8月28日 村騒動（KIDS' A）（静岡市葵区 Live House UHU）
- 9月2日 oasis.hamamatsu vol.5（静岡県浜松市中央区 Pops倶楽部）
- 9月4日 萬yorozuライブ（静岡県浜松市中央区 Live Cafe なんでモール)
- 9月10日 風紋ミュージックマート（静岡県浜松市中央区 遠州灘海浜公園風紋広場）
- 9月10日 みほりょうすけ全国ツァーin浜松香隠（静岡県浜松市中央区 香隠)
- 9月18日 浜松POP8 ギターと少年、笛とおじさん（静岡県浜松市中央区 鴨江アートセンター）
- 9月24日 STAR SHIP 2016（静岡県浜松市中央区 ソラモ）
- 9月25日 BURSTon1 音市場2016（静岡県浜松市中央区 ザザシティ浜松中央広場）
- 10月2日 萬yorozuライブ（静岡県浜松市中央区 Live Cafe なんでモール）
- 10月9日 やらまいかミュージックフェスティバル Vol.10 U-18ステージ（KIDS' A）（静岡県浜松市中央区 ザザシティ浜松西館前）
- 10月9日 やらまいかミュージックフェスティバル Vol.10 お披露目ステージ（静岡県浜松市中央区 ソラモ）
- 10月16日 まるたま市/昼ライブ（静岡県浜松市中央区 Fino）
- 10月29日 ウィタス138グランドオープンイベント（静岡県掛川市 We+138）
- 11月20日 ジョイントライブ（静岡県浜松市中央区 Live Cafe なんでモール）
- 11月23日 クリエイティブガラ（静岡県浜松市中央区 クリエート浜松）
- 11月27日 ストリートフェスティバル・イン・シズオカ（静岡県静岡市葵区 青葉シンボルロード）
- 12月4日 Star Ship 2016（浜松市中央区 ソラモ）
- 12月18日 SAKULIVE（静岡県浜松市中央区 地域情報センター）
- 12月25日 萬yorozuライブ（静岡県浜松市中央区 Live Cafe なんでモール）

2017年
- 1月9日 Lake Hamana Festival in WATTS Vol.49「新年会は紅白歌合戦」（静岡県浜松市浜名区 WATTS）
- 1月15日 Peta SHOWCASE LIVE 2017（静岡県浜松市中央区 studio Peta）
- 1月21日 クリエイティブガラ（静岡県浜松市中央区 クリエート浜松）
- 1月28日 Bocchiman's cafe vol.13 〜新春スペシャル〜（静岡県浜松市中央区 Live House浜松 窓枠 2F Cafe AOZORA）
- 2月5日 BiViSco vol.79（静岡県藤枝市 BiVi藤枝）
- 2月26日 萬yorozuライブ（静岡県浜松市中央区 Live Cafe なんでモール）
- 3月4日 Star Ship 2017（静岡県浜松市中央区 ソラモ）
- 3月5日 萬yorozuライブ（静岡県浜松市中央区 Live Cafe なんでモール）
- 3月12日 「神谷宥希枝の独立宣言ザ･オーディション vol.9」（K-mix）（静岡県浜松市中央区 K-mix space K ゲスト出演）
- 3月19日 SAKU LIVE（静岡県浜松市中央区 地域情報センターホール）
- 3月20日 Lake Hamana Festival in WATTS Vol.51（浜松市浜名区 浜名湖 WATTS）
- 4月2日 BiViSco Vol.81（静岡県藤枝市 BiVi藤枝）
- 4月9日 オトノオト ～page.3～（静岡県浜松市中央区 FORCE）
- 4月22日 そんな土曜日の夜 ～10代 20代 30代～（静岡県浜松市中央区 ON THE ROAD)
- 4月29日 138テラスライブ（静岡県掛川市 We+138）
- 5月3日 ハママツ街中アコースティックフリーライブ Vol.1 by はまあこばこ（静岡県浜松市中央区 浜松駅 バスターミナル地下広場）
- 5月6日 ロビーラボライブ vol.1（静岡県浜松市中央区 クリエート浜松）
- 5月14日 萬yorozuライブ（静岡県浜松市中央区 Live Cafe なんでモール）
- 5月20日 1日ライブカフェまるたま2（静岡県浜松市中央区 フィーノ）
- 5月21日 神戸奏汰のbeat box vol.3（静岡市葵区 Live House UHU）
- 6月11日 キミウタ ～キミのウタが聴きたい～ 最終審査（東京都渋谷区 duo MUSIC EXCHANGE）
- 6月18日 ロビーラボライブ vol.2（静岡県浜松市中央区 クリエート浜松）
- 7月2日 BiViSco vol.84（静岡県藤枝市 BiVi藤枝）
- 7月9日 よるうたフィーノ（静岡県浜松市中央区 フィーノ）
- 7月17日 ハママツ街中アコースティックフリーライブ Vol.2 by はまあこばこ（静岡県浜松市中央区 クリエート浜松）
- 7月22日 Live at Scene Vol.4（静岡県浜松市中央区 珈琲・紅茶専門店Scene）
- 8月4日 スターティングライブ vol.01（東京都世田谷区 風知空知）
- 8月6日 Aioi Originated Culture vol.3（静岡県島田市 かふぇあいおい）
- 8月20日 音祭（KIDS A）（静岡県浜松市中央区 Live House 窓枠）
- 8月20日 ハママツ街中アコースティックフリーライブ Vol.3 by はまあこばこ（静岡県浜松市中央区 浜松駅バスターミナル地下広場）
- 9月10日 オトノオト ～page.4～（静岡県浜松市中央区 FORCE）
- 9月18日 ハママツ街中アコースティックフリーライブ Vol.4 by はまあこばこ（静岡県浜松市中央区 クリエート浜松）
- 9月24日 音学会 VOl.2（静岡県浜松市中央区 クリエート浜松）
- 10月1日 浜松 Music Net Park（静岡県浜松市浜名区 プレ葉ウォーク浜北）
- 10月7日 音学会 VOL.3（静岡県浜松市中央区 クリエート浜松）
- 10月8日 やらまいかミュージックフェスティバル Vol.11 U-18ステージ（KIDS A）（静岡県浜松市中央区 ザザシティ浜松 西館前）
- 10月9日 遠州Web TV香りの公園祭り（静岡県磐田市立野 豊田香りの公園）
- 10月28日 まるたまアコースティックライブ（静岡県浜松市中央区 肴町公会堂）
- 11月3日 November アコースティックミニライブ（静岡県浜松市中央区 あいホール）

2018年
- 3月25日 hamamatsu acoustic live in サーラプラザ佐鳴台 by はまあこばこ（静岡県浜松市中央区 サーラプラザ佐鳴台）
- 3月31日 New Style Live 塔 Vol.1 by はまあこばこ（静岡県浜松市中央区 クリエート浜松）
- 4月1日 （静岡県掛川市 掛川道の駅）
- 4月7日 わくわくシトロコライブ（静岡県浜松市 イオンモール浜松志都呂）
- 4月8日 浜松 Music Net Park（静岡県浜松市浜名区 プレ葉ウォーク浜北）
- 4月22日 石人の里公園春まつりスマイルライブ（静岡県浜松市中央区 遠州灘海浜公園）
- 4月29日 ハママツ街中アコースティックフリーライブ Vol.5 by はまあこばこ（静岡県浜松市中央区 クリエート浜松）
- 5月3日 歌庭～ウタニワ～（静岡県浜松市中央区 Any）
- 5月5日 SSM～サイレントストリートミュージック～（静岡県浜松市中央区）
- 5月12日 Sound Rise Vol.14（KIDS A）（静岡県浜松市中央区 FORCE）
- 5月13日 Enshu Sounds Vol.1（静岡県周智郡森町 森町文化会館）
- 5月19日 今日の挨拶はぽよ（静岡県浜松市中央区 Pops倶楽部）
- 5月20日 ハママツアコースティックライブ in まるたま市（静岡県浜松市中央区 大安寺）
- 6月16日 Q-Box vol.8（静岡県浜松市中央区 FORCE）
- 6月17日 音苑 Vol.1 by はまあこばこ（静岡県浜松市中央区 遠鉄百貨店 サンクンガーデン）
- 6月24日 KIRCHHERR presents "Failure Teeches Success"（KIDS A）（静岡県浜松市中央区 KIRCHHERR）
- 7月1日 音楽天国浜松市野店presents Live Circuit (KIDS A）（静岡市葵区 LIVE ROXY SHIZUOKA）
- 7月7日 インストアライブ（浜松市 イオンモール浜松市野）
- 7月14日 わくわくシトロコライブ（静岡県浜松市 イオンモール浜松志都呂）
- 7月15日 神戸奏汰のBEAT VOX-vol.10-（静岡県静岡市葵区 Live House UHU）
- 7月22日 New Style Live 塔 Vol.2 by はまあこばこ（静岡県浜松市中央区 地域情報センター）
- 8月18日 ゆいにしお×くすりpresent's「ぼくたち無限に休みがほしい」（愛知県名古屋市 KDハポン）
- 8月25日 貴布禰神社祭典（静岡県浜松市浜名区 貴布禰神社）
- 8月26日 村騒動（静岡県静岡市 SOUND SHOWER ark 清水）
- 10月8日 遠州Web TV香りの公園祭り（静岡県磐田市 豊田香りの公園）
- 10月13日 やらまいかミュージックフェスティバル（浜松市中央区 ソラモ）[81]
- 10月27日 A×O FES vol.2（静岡県浜松市中央区 FORCE）
- 11月23日 JA掛川農業祭（静岡県掛川市 掛川市農業協同組合 本所）

## 出演

### 地上波・BS・CS TV番組
2016年
- musicる TV＠Shizuoka （KIDS' A）（8月5日・12日・19日・26日、静岡朝日テレビ）

2018年
- てっぺん静岡（6月1日、テレビ静岡）
- ZIP!（6月5日、日本テレビ）
- ノンストップ!（6月5日、フジテレビ）
- とびっきり!しずおか（6月6日、静岡朝日テレビ）
- めざましテレビ（7月11日、フジテレビ）
- NEWS ZERO（8月21日、日本テレビ）
- なかい君の学スイッチ（9月3日、TBS）
- おはよう朝日です（9月20日、朝日放送テレビ）
- 特捜警察ジャンポリス（9月22日、テレビ東京）
- 本能Z（10月3日、CBCテレビ）
- とびっきり!しずおか（10月3日、静岡朝日テレビ）
- SHINKIBA JUNCTION 2018 ～SMAちゃん祭りジャン～（11月11日、WOWOWライブ）
- コヤブソニック2018（11月18日、フジテレビNEXT）
- 沼にハマってきいてみた（12月25日、NHK Eテレ）[82]

2019年
- ジロッケン～環七フィーバー～ （2月2日、6月29日、7月13日、8月24日　テレビ神奈川）
- ノンストップ!（3月11日、フジテレビ）
- ミュージック・モア（4月20日、TOKYO MX）
- The Covers（7月28日、NHK BSプレミアム）[83]
- 69号室の住人（11月11日、TOKYO MX）

2020年
- スイーツ食って何が悪い! （1月14日、TOKYO MX）[6][7]
- DRIP TOKYO #18（2月26日・3月4日、スペースシャワーTV）[84]
- TOKYOストーリーズ （3月3日・3月17日、BSフジ）
- 青春讃歌 （8月12日、ABCテレビ）
- ショートストーリーズ #25 僕が見たふるさとの景色 ～静岡 浜松～（9月5日、NHK総合 / 10月16日、NHK BS1）[85]
- Uta-Tube（12月12日、NHK総合）[86]

2020年
- Uta-Tube（1月9日、NHK総合）[86]
- うたコン（11月24日、NHK総合）

2021年
- スッキリ（2月4日、日本テレビ）

### Abema TV
2018年
- バラエティ開拓バラエティ 日村がゆく
  - #51 第3回高校生フォークソングGP（5月9日）
  - #61（7月25日）
  - #62 高校生フォークソングGPグランドチャンピオン大会（8月1日）
  - #68 高校生フォークソング夏フェススペシャル（9月12日）
- AbemaMorning 100回突破記念SP（8月28日）
- 第3回 輝け! AbemaTV AWARDS 2018[87]（12月30日）

2019年
- バラエティ開拓バラエティ 日村がゆく #114 日村と崎山蒼志がコラボ!高校生フォークソングGP!（10月2日）[88]

### ラジオ番組
2016年
- K-mix みんなの19HR!（4月26日、K-mix）（KIDS A）
- 神谷宥希枝の独立宣言（7月1日、K-mix）
- ゆうラジ!@Radio魂（9月7日、FM-Hi!）（KIDS A）

2018年
- テキトーナイト!!（6月9日、SBSラジオ）[89]
- K-mix FOOO NIGHT ピンソバ（K-mix、6月13日）[90]
- TALK ABOUT（8月18日、TBSラジオ）[91]
- ライナーノーツ（10月1日、FM GUNMA）[92]
- CHINTAI INNOVATION WORLD FESTA SPECIAL～ROAD TO INNOVATION～（9月23日、J-WAVE）[93]
- 歌え!土曜日 Love Hits「ラブヒッツ10代祭り」（11月24日、NHKラジオ第1放送）
- SCHOOL OF LOCK!「平成最後の年越しスペシャル 叫べ10代!全国縦断 心の落書き47」（12月31日、TOKYO FM）

2019年
- TALK ABOUT（1月5日、TBSラジオ）
- ディア・フレンズ（1月15日、TOKYO FM）[94]
- SPARK（4月15日・22日・29日、J-WAVE）[95][96]
- ATEAM ZIP HOT 100（6月2日、ZIP-FM）公開生放送
- 朝耳らじお（9月3日、RSKラジオ）

2020年
- SONAR MUSIC（2月10日、J-WAVE）
- J-WAVE HOLIDAY SPECIAL TOKYO GUITAR JAMBOREE 2020～ROPPONGI BASHO～（3月20日、J-WAVE）
- SCHOOL OF LOCK! STAY HOME ROCK FES.（4月22日、TOKYO FM）
- J-WAVE HOLIDAY SPECIAL #音楽を止めるな ～STAY HOME FESTIVAL～ （5月6日、J-WAVE）
- Hi-Six Radio JAM（5月12日、FM高知）
- SONAR MUSIC（10月19日、J-WAVE）

2025年
- Good VibeSOUP（4月4日 - 、JFN系列局/interfm[97][98]）[99][100]

### CM
2018年
- Softbank「Pepper、崎山蒼志に会いに行く編」
- クリープハイプのすべ展 ～歌詞貸して、可視化して～[101]
- 出光興産「NEXT IDEMITSU! 父の仕事篇」[102][103]
- 明治「明治プロビオヨーグルトR-1」（第97回全国高校サッカー選手権大会応援CM"あきらめなかった先にある、未来へ。"）[104][105]

2019年
- サントリー サントリー天然水 GREEN TEA「徒然なるトリビュート」[18][106]
- Softbank WEB CM「みんなのオンガクサイコー」[107]

2021年
- 日清食品チキンラーメン TVCM「食おうぜ!」篇

### その他
2019年
- 教員人材センター コンセプトムービー『そこには』（11月25日）[108]

2020年
- 崎山蒼志 - 五月雨 / THE FIRST TAKE 公開（1月17日）
- 崎山蒼志 - 夏至 / THE FIRST TAKE（1月29日）
- スペースシャワーインスタグラム配信「スペトミ!」出演（8月17日）
- 崎山蒼志 YouTube生配信 vol.1（8月31日）
- 崎山蒼志 生配信 Vol.2 [吉報]（10月31日）

## 掲載
- 静岡新聞 2015年7月20日（KIDS' A）
- 中日新聞 2018年5月21日
- VVmagazine vol.49（ヴィレッジヴァンガードフリーペーパー）2018年7月発行
- HAMAMATSU STREET NEWS Vol.1（フリーペーパー）2018年8月発行
- GINZA2018年9月号
- ギター・マガジン2018年 10月号
- smartスマート2018年 11 月号
- Go! Go! GUITAR 2018年11月号
- 静岡新聞 2018年10月14日[81]
- SPRiNG『とんだ林 蘭のはみだしたい!』 2019年1月号
- タワーレコード『NEXT BREAKERS JAPAN』2018年12月号
- 朝日新聞夕刊（名古屋本社発行）2018年12月10日
- BARFOUT!2019年1月号
- non-no2019年3月号 鈴木友菜連載企画『NO MUSIC, NO YUUNA.』
- ギター・マガジン 2019年2月号
- NYLON JAPAN2019年7月号
- 週刊プレイボーイno.25 2019年6月24日号
- TV Bros. 2019年9月号
- 中日新聞朝刊 2019年8月3日
- ユリイカ 2019年11月号 ビリー・アイリッシュ特集[109]
- TV Bros.2019年12月号[110]
- スタディサプリ進路 インタビュー掲載
- 別冊文藝春秋2020年5月号 エッセイ掲載
- BRUTUS918号『佐久間宣行のカルチャー交歓!』 インタビュー掲載
- Quick Japan vol.150 インタビュー掲載
- ギター・マガジン2020年7月号
- POPEYE2020年8月号

## ミュージック・ビデオ
| 公開日     | 監督             | 曲名                               | 備考                                     |
| ---------- | ---------------- | ---------------------------------- | ---------------------------------------- |
| 2021/04/09 | 山岸 聖太        | 逆行                               | 出演：GOTO                               |
| 2021/07/31 | 大喜多正毅       | 嘘じゃない                         | 出演：haru                               |
| 2021/10/01 | 杉山弘樹         | 幽けき                             | 出演：志田彩良                           |
| 2021/10/23 | 大喜多正毅       | 風来                               | 出演：景井ひな、安光隆太郎               |
| 2022/01/20 | Kazuki Takahashi | Helix                              |                                          |
| 2022/02/04 | エリザベス宮地   | 告白（崎山蒼志×石崎ひゅーい）      | 出演：町田愛、吉増裕士、山本桂次         |
| 2022/04/27 |                  | A Song                             |                                          |
| 2022/07/06 | Akari Eda        | I Don't Wanna Dance In This Squall | 出演：DENIS、MIOKO、Kennedy、RAY、MATHEW |
| 2022/11/09 | Akari Eda        | 覚えていたのに                     | 出演：: Jasper                           |
| 2023/07/14 | Akari Eda        | 燈                                 |                                          |
| 2023/12/22 | Akari Eda        | しょうもない夜                     |                                          |